# Phạm Văn Trà
Phạm Văn Trà (Distretto di Que Vo, 20 ottobre 1935) è un generale e politico vietnamita, che ha servito come ministro della difesa del Vietnam dal 1997 al 2006.
Phạm Văn Trà è stato in precedenza Capo di stato maggiore dell'Esercito popolare del Vietnam e vice-ministro della difesa (dicembre 1995-1997), è un generale a quattro stelle. Ha rimpiazzato Đoàn Khuê come ministro della difesa nel settembre 1997.